# فريدريش أوسترلتز
فريدريك أوسترليتز (بالألمانية: Friedrich Autsterlitz)، ولد في 25 نيسان/أبريل 1862 في هوخليبن (بالألمانية:  Hochlieben) / ليبين فيسوكا (بالتشيكية: Libeň Vysoká)‏ في مقاطعة بوهيميا التابعة للامبراطوية النمساوية-المجرية (تشيكوسلوفاكيا اليوم) بالقرب من منيلنيك شمال براغ؛ وتوفي في 5 تموز/يوليو 1931 في فيينا)؛ كان صحفيًا وسياسيًا اشتراكيا ديمقراطيا نمساويًا.

## نشأته ومسيرته المهنية
ولد أوسترليتز في عائلة يهودية فقيرة وكان عليه أن يكسب رزقه بنفسه في وقت مبكر جدًا، واشتغل منذ سن الرابعة عشرة مزارعًا وعامل مستودع في شركة غيرنغروس حيث كان يجوب فيينا بعربة نقل لتوصيل البضائع. كان طموحًا للغاية وعلم نفسه بنفسه، واشتغل محاسبا ثم كان مديرا لشركة تصدير. في عام 1890 فُصل أوسترليتز من «الجمعية التجارية» اللبرالية بسبب سماحه بعطلة لموظفيه في يوم الأحد وقبوله بساعات عمل أقل، ودفعه ذلك إلى تأسيس جمعية موظفي المتاجر. نشر أوسترليتز مقالات سياسية في صحف مختلفة ناطقة بالألمانية لقتت نظر الزعيم الإشتراكي ومؤسس الحزب الاشتراكي الديمراطي النمساوي فيكتور آدلر إليه، وكان أوسترلتز في سن الخامسة والعشرين عندما تعرف إلى آدلر وانتقل إلى الصحافة.
في عام 1898 ترك أوسترلتز الديانة اليهودية.

## رئيس تحرير صحيفة العمال
عمل مع فيكتور أدلر في صحيفة العمال (بالألمانية:  Arbeiterzeitung) التي تأسست في فيينا عام 1889. صار أوسترلتز مقربا جدا من آدلر ومن أهم مساعديه، وعندما تحولت هذه إلى صحيفة يومية في عام 1895 تسلّم أوسترليتز رئاسة تحريرها من آدلر الذي لم تسمح له مهامه السياسية بمتابعة عمل الصحيفة يوميا، وتحول أوسترلتز الذي كان يعمل بالمتوسط 13 ساعة يوميا إلى المحرك الرئيس في الصحيفة. عن أداء أوسترليتز في تحرير جريدة العمال كتب آدلر إلى فريدريش إنجلز:
«يبدو أنني وفقت في هيئة التحرير. أوسترلتز قوة عمل من النخب الأول. يعمل كالحصان ويفهم فورا ما المطلوب..»
وبعد أشهر:
«لقد حالفني الحظ في العثور على محرر ذو درجة عالية من المهارة والنشاط الفائق. أوسترليتز: تذكر هذا الاسم جيدا، فهذا الرجل سيكون محط الانظار ذات يوم.. مازالت في عظامه بعض طباع الأديب، ولكنه شخص يعتمد عليه وكما قلت، طاقة عمل فائقة»
التزم أوسترلتز بصفته عضوا في الحزب الاشتراكي الديمقراطي بقضايا مختلفة دافع عنها الحزب، وكان لسان والحزب في كل سجالاته الحقوقية والسياسية في مختلف المحطات السياسية، فنافح في مقالاته وافتتاحياته عن حق الانتخاب العالم والمتساوي، وعن حقوق القوميات، واهتم بشكل خاص بحرية الصحافة، ففي العام 1902 هاجم بشدة مسودة قانون الصحافة الجديد الذي قدمه رئيس الوزراء النمساوي إيرنست فون كوربلر، وفي العهد الجمهوري لعب عام 1922 دورا مهما في صياغة قانون الصحافة الجديد، وفي العهد الجمهوري واصل النضال من أجل نظام اقتصادي اشتراكي وإعادة تنظيم المجتمع وصولا إليه..
كان أوسترلتز من المقربين جدا لفيكتور آدلر ومن المدافعين عن توجهه السياسي الوسطي الذي يتجنب المواجهات غير المحسوبة، ودخل في سجالا مع الأجنحة اليسارية في الحزب التي مثلها ويلهلم إيلنبوغن والقائد العمالي فرانز شوماير الذي أصدر صحيفة "منصة الشعب" (بالألمانية:  Volkstribüne) وعرف بتذمره من "اليهود في صحيفة العمّال).
في الحرب العالمية الأولى انساق الحزب الاشتراكي بدايةً مع الجو الوطني العام والنزعة القومية الألمانية، واعتبرت قياداته النمسا في حرب دفاعية توقعت لها أن تنتهي خلال بضعة أشهر، وظهرت صحيفة العمال يوم 5 آب/أغسطس 1914 بعنوان «يوم الأمة الألمانية»، ما عرض قيادة الحزب ورئيس التحرير أوسترلتز إلى نقد حاد داخل صفوف الحزب، خاصة من جناحه اليساري الذي قاده فريدريش آدلر.
في 14 تموز/يوليه 1927 برأ القضاء النمساوي المتهمين في حادثة قرية شاتندورف التي هاجمت فيها عناصر من اليمين النمساوي اجتماعا للاشتراكيين فقتلت اثنين وجرحت آخرين، فنشر أوسترلتز في اليوم التالي خبر هذه التبرئة على الصفحة الأولى من صحيفة العمال: القضاء يبرئ قتلة شاتندورف! وأدى نشر الخبر إلى خروج مظاهرة حاشدة في فيينا في نفس اليوم، بلغت ذروتها في الاشتباكات التي التي اندلعت أمام القصر العدلي حيث أطلقت الشرطة النار على المتظاهرين، وكانت حصيلة الاشتباكات مقتل 89 متظاهرا وخمسة من ضباط الشرطة، واحتراق القصر العدلي.

## أوسترلتز رجل القانون
حصّل أوسترلتز بالتعليم الذاتي معرفة قانونية واسعة جعلته من القلائل خارج الكادر الحقوقي الرسمي الضليعين بالقانون، وفي 16. في فبراير 1919 انتخب عضوا في الجمعية الوطنية التأسيسية للنمسا الألمانية، وانتخب في تشرين أول/أكتوبر عضوا في البرلمان، ثم أعيد انتخابه في 1923 و1927 و1930 وظل فيه حتى وفاته عام 1931. على الرغم من عدم كونه محامياً، عين أوسترليتز سنة 1919 منتدبا في المحكمة الدستورية وظل في هذا المنصب حتى تعديل الدستور النمساوي عام 1929.

## وفاته وتذكاره

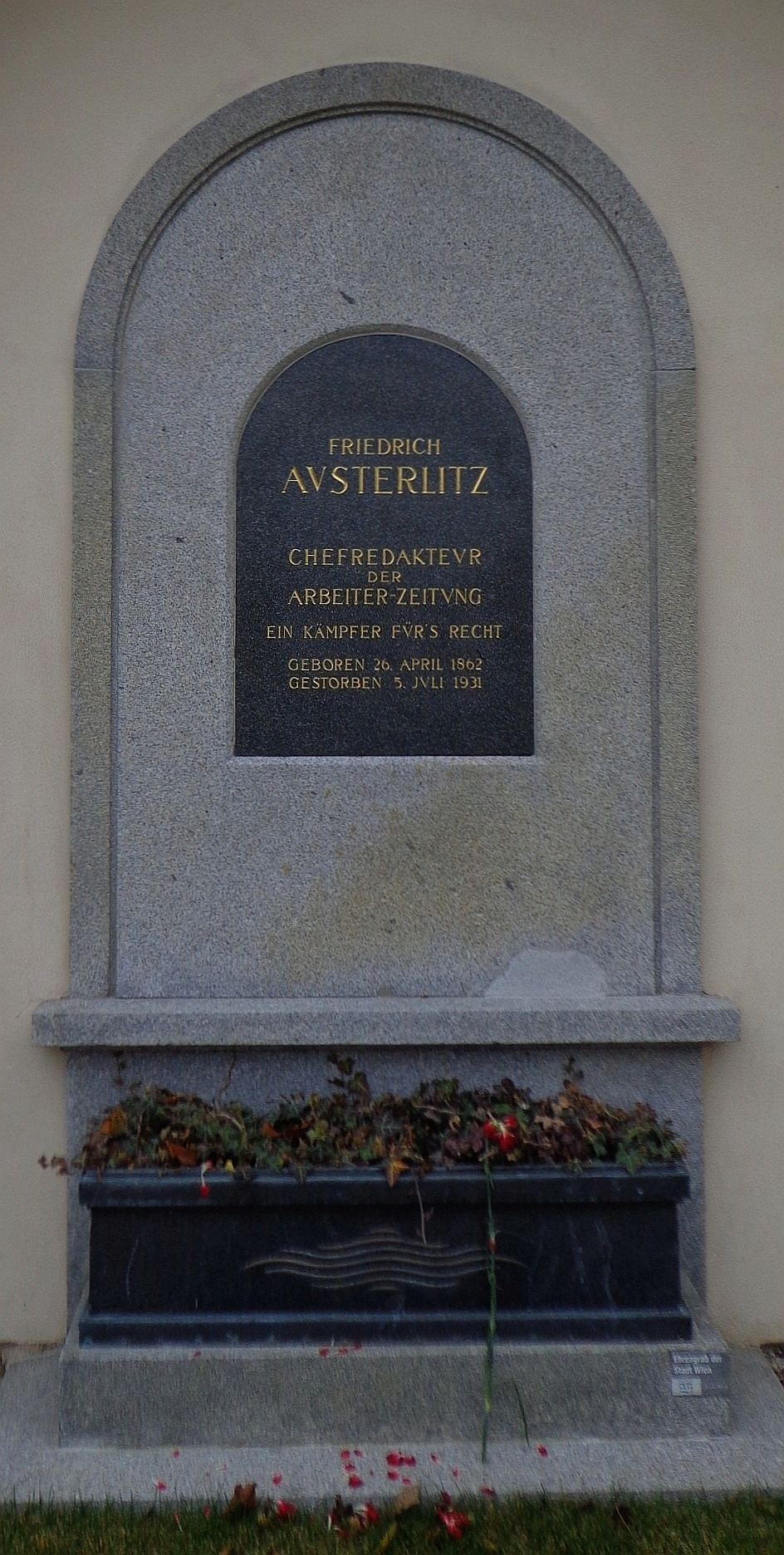
قبر فريدريش أوسترليتز في مقبرة فيينا المركزية

توفي فريدريش أوسترليتز عن عمر يناهز 69 عامًا في فيينا في 5 تموز/يوليو 1931، ووري رماده في قبر شرف في مقبرتها المركزية (قسم ML ، المجموعة 20، القبر رقم 1G).
بعيد وفاته سمت إدارة مدينة فيينا باسمه مجمع إسكان عمالي كبير في حيها الثالث (أوسترليتز هوف)، إلا أن الفاشية النمساوية غيرت الأسم إلى الاسم الحالي رابنهوف (بالألمانية: Rabenhof).. وفي عام 1949 أطلق اسمه على مبنى اسكان شعبي افتتح في حي فيينا السادس عشر. عام 1993سمت بلدية فيينا باسمه شارعا في الحي الثاني والعشرين بالقرب من مجمع سكني عمالي ضخم.

## أعماله
- قانون الصحافة وحرية الصحافة (بالألمانية:  Preßrecht und Preßfreiheit) عام 1902
- أوسترليتز يتحدث (بالألمانية:  Austerlitz spricht). مجموعة خطب ومقالات نشرت بعد وفاته في 1931

## أعمال عنه (بالألمانية)
- Braunthal, Julius: Viktor und Friedrich Adler - Zwei Generationen Arbeiterbewegung; Verlag der Wiener Volksbuchhandlungen, Wien, 1965
- Austerlitz Friedrich. In: Österreichisches Biographisches Lexikon 1815–1950 (ÖBL). Band 1, Verlag der Österreichischen Akademie der Wissenschaften, Wien 1957, S. 38.
- Karl Gottfried Hugelmann: Austerlitz, Friedrich. In: Neue Deutsche Biographie (NDB). Band 1, Duncker & Humblot, Berlin 1953, ISBN 3-428-00182-6, S. 459 (Digitalisat).
- Eintrag zu Friedrich Austerlitz bei litkult1920er.aau.at, ein Projekt der Universität Klagenfurt